# Bądzów
Bądzów (niem. Bansau, Bankowice) – wieś w Polsce, położona w województwie dolnośląskim, w powiecie głogowskim, w gminie Jerzmanowa.
| SIMC    | Nazwa    | Rodzaj         |
| ------- | -------- | -------------- |
| 0364251 | Golowice | przysiółek wsi |

W latach 1975–1998 miejscowość położona była w województwie legnickim.

## Społeczność lokalna
Od roku 1956 w Bądzowie funkcjonuje Ochotnicza Straż Pożarna. Od 28 listopada 2014 działa lokalne stowarzyszenie na rzecz promocji i rozwoju wsi pod nazwą Stowarzyszenie Nasz Bądzów

## Zabytki
Do wojewódzkiego rejestru zabytków wpisane są obiekty:
- zespół pałacowy, z XIX/XX w.:
  - pałac neobarokowy wzniesiony na przełomie XIX i XX wieku dla rodziny von Rischke.
  - park.